# MIT Artists
MIT Artistsは、日本の声優事務所。株式会社エムアイティギャザリングのプロダクション事業部であり、主にアーティスト・声優・ナレーターのマネージメント業務を行っている。

## 概要
レコーディングスタジオ運営・ナレーターキャスティングなどの音響制作業務に携わる株式会社エムアイティギャザリング（MITギャザリング）が2018年に設立したタレント・アーティスト部門の事業部。
同社によるプロダクション事業部は、2008年に設立した声優事務所・アッズーリも存在したが、現在は本部門に統合された。アッズーリは、当初、ミュージシャンや俳優など、他ジャンルで既に活躍しているメンバーによって構成されていた。

## 所属者
2023年10月時点。サイト掲載順。

### アーティスト
- 野村義男
- 田村直美
- 秋田知里
- 平田志穂子

バンド・ユニット
- RIDER CHIPS
- 仮面ライダーGIRLS

### タレント
男性
- 松藤量平
- 丸山周（スパイシー丸山）

女性
- 寺門敦子
- 藤沢実穂
- 智野アンネ
- 本居真優
- 田丸真由美

#### 預かり所属
男性
- 渡慶次信幸
- 高野あゆむ
- 日垣有平

女性
- 髙垣美帆
- 石塚美帆
- 淡島実桜
- 悠月咲良
- 高橋琴音

#### 業務提携
- 田中梨瑚（所属：ユーキース・エンタテインメント）

## 過去の所属者
統合前のアッズーリ所属者もここで扱う。
- 鷲見友美ジェナ（現所属：リマックス）
- 名波翼 (在籍中に死去)
- 中川奈美（現所属：こくあ）
- Ikuko（現所属：ヘリンボーン）　※アッズーリ所属者
- 越川歩（現所属：ヘリンボーン）　※アッズーリ所属者
- 白神直子（現所属：ヘリンボーン）　※アッズーリ所属者